# تشويرول هودا
تشويرول هودا (بالإندونيسية: Choirul Huda)‏ (2 يونيو 1979 - 15 أكتوبر 2017)، هو لاعب كرة قدم إندونيسي كان يلعب كحارس مرمى. لعب لصالح نادي بيرسيلا لامونجان الأندونيسي. توفي خلال مباراة في الدوري الأندونيسي بعد اصطدام هودا بأحد مهاجمي الفريق الخصم، وكان قد تعرض لإصابة بالرأس والرقبة.

## روابط خارجية
- تشويرول هودا على موقع قاعدة بيانات كرة القدم.إي يو (الإنجليزية)
- تشويرول هودا على موقع Soccerway.com (الإنجليزية)